# کومبی (فروشگاه زنجیره‌ای)

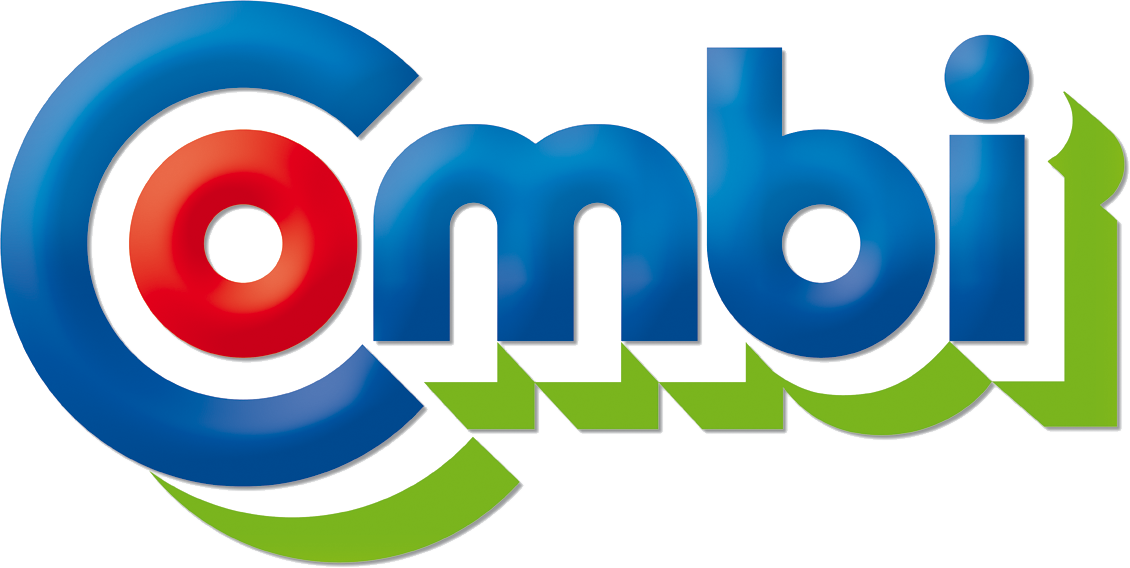
لوگوی سابق

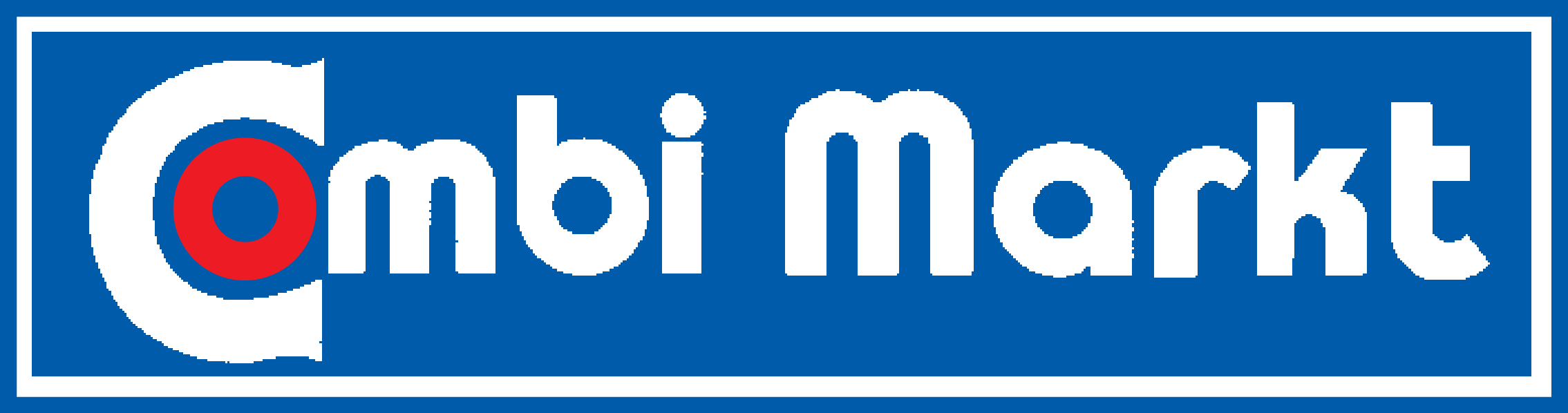
آرم سابق فروشگاه‌های شرکت تابعه برمک و هواستا (تا سال ۲۰۰۳)

فروشگاه‌های زنجیره ای کومبی Combi-Verwachsenermarkt Kaufstätte GmbH & Co. KG یک سوپرمارکت زنجیره ای در شمال آلمان از نورتموور است. این فروشگاه یکی از شرکت‌های تابعه گروه بونتیگ از لر (فریزلند شرقی) است.
اولین فروشگاه در نوامبر ۱۹۷۱ در اسنز افتتاح شد و ۵۰ سالگی خود را در سال ۲۰۲۱ جشن گرفت.
این شرکت حدود ۴۰۰۰ نفر را در ۱۸۴ شعبه در نیدرزاکسن، برمن و شمال نوردراین-وستفالن استخدام کرده‌است. هایپر مارکت‌هایی با مساحل فروشی بین ۱۵۰۰ تا ۲۵۰۰ متر مربع بیشتر به‌طور مستقیم در مناطق مسکونی واقع شده‌است. تا سال ۲۰۰۳ از جمله ۵۳ فروشگاه دیگر متعلق به شرکت برمک و هواستا در نوردراین-وستفالن، از طریق شرکت تابعه Combi Selex Lebensmittel GmbH & Co. KG (هر دو بونتینگ و برمک و هواستا فروشگاه‌های بزرگ در این کشور فعالیت می‌کنند یا در حال فعالیت هستند). علیرغم پیشنهاد خرید توسط بونتینگ گروپ این فروشگاه‌ها به روه دورتموند فروخته شد.
در تاریخ ۱ فوریه ۲۰۱۵ گروه بونتینگ تمام فروشگاه‌های کما را تصاحب کرد و آنها را در کومبی ادغام نمود.
محصولاتی شامل اقلام معمول یک سوپرمارکت در این فروشگاه‌های زنجیره ای در معرض عرضه قرار دارد اما تمرکز بیشتر روی خواربار و محصولات تازه است.

## پیوندهای وب
- وب سایت شرکت Combi
- وب سایت گروه Bünting